# Wynn Las Vegas
O Wynn Las Vegas Resort and Country Club é um cassino, resort e hotel de luxo localizado na Las Vegas Strip em Paradise, Nevada. O hotel recebeu 5 estrelas em todos os guias turísticos americanos. O nome Wynn é baseado no sobrenome do dono da empresa que controla o local, Steve Wynn. O hotel possui um campo de golfe e um lago artificial. Em 2006, quando o resort comemorava um ano de existência, foi anunciada a construção de um prédio irmão ao lado do Wynn, o Encore Las Vegas, que foi inaugurado em dezembro de 2008.

## Projeto
Diferentemente da maioria dos resorts da Strip, o Wynn Las Vegas não segue um tema específico. Wynn afirmou: "Nosso resort se tornará famoso e as pessoas nos copiarão. Não estamos buscando imitar Roma, Itália ou Nova Iorque. É sobre a beleza do nosso deserto. Chegou a hora de Las Vegas ter seu próprio hotel, sua própria arquitetura". Ele descreveu o processo de design como algo "exquisitamente desconfortável" e "a experiência mais emocionante" de sua vida. De acordo com a Wynn Resorts, a "propriedade, ao invés de um tema, será a atração principal e, consequentemente, terá um apelo mais duradouro aos clientes".

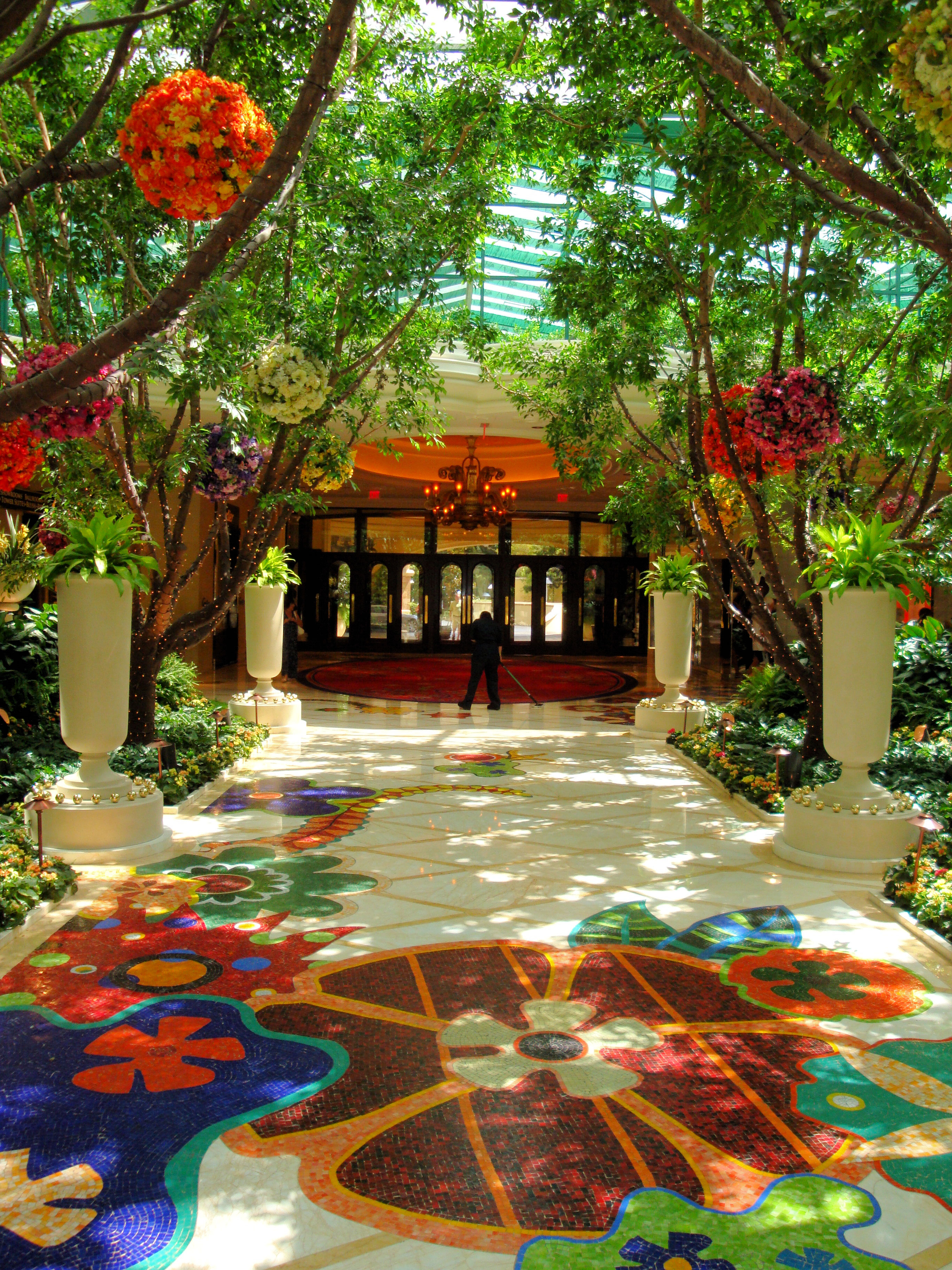
Átrio e jardim interno

Embora o resort ocupe mais de 5 milhões de pés quadrados (460.000 m²), Wynn buscou criar uma atmosfera de intimidade, em contraste com outros resorts. Sua equipe de arquitetura interna foi liderada por DeRuyter Butler. O design de interiores foi em grande parte conduzido pela The Jerde Partnership e pelo designer de longa data de Wynn, Roger Thomas. No total, mais de 130 designers trabalharam no projeto, incluindo Jane Radoff, outra designer de interiores de longa data de Wynn.
A equipe de design inspirou-se no Bellagio, buscando replicar seu sucesso enquanto corrigia erros. A fase de design durou dois anos e meio. A luz natural é enfatizada em todo o cassino e nas áreas de restaurantes, assim como em um átrio de jardim interno, O átrio apresenta árvores e plantas vivas, além de flores que são trocadas regularmente. O vermelho, uma cor da sorte entre os jogadores asiáticos, também é usado em todo o resort, juntamente com uma profusão de desenhos de flores.
A fachada da torre do hotel é revestida com vidro reflexivo de cor bronze. Os arquitetos tiveram opiniões divergentes sobre o design do Wynn Las Vegas. A arquiteta de Nova York, Ronnette Riley, comparou a torre do hotel a "um grande caminhão da UPS" e criticou o uso do vidro reflexivo, que ela considerava ultrapassado. Outros acharam o design elegante e sofisticado. Segundo David G. Schwartz, diretor do Centro de Pesquisa em Jogos da UNLV, "Wynn investiu sua herança neste novo resort e a história provavelmente o absolverá. A substância prevalecerá sobre o estilo".
O crítico de arquitetura Christopher Hawthorne comparou negativamente o Wynn Las Vegas a "um edifício de escritórios de média altura em Houston, por volta de 1983". Wynn afirmou que os críticos "não compreenderam" o propósito do design da torre do hotel: "Esta é uma pilha de quartos de hotel. [...] a realidade é que tenho de satisfazer os hóspedes. A forma segue a função". Tom Gorman, também escrevendo para o Los Angeles Times, considerou o interior do Wynn Las Vegas em grande parte derivado do Bellagio, enquanto chamava o resort de "coquete" em comparação com as propriedades anteriores de Wynn. Fred A. Bernstein, do The New York Times, considerou o design dos espaços públicos como "estilisticamente incoerente (um pouco da Itália, um pouco da França, mais do que um pouco da Disneyland)", mas também notou que há "muitos toques agradáveis".